# Ceremony (песня Joy Division)
1. перенаправление Ceremony